# Abdul Hafeez Pirzada
Abdul Hafeez Pirzada était un avocat, théoricien du droit et homme politique pakistanais, qui a occupé les fonctions de ministre de l'information, ministre du droit, ministre des finances et ministre de l'éducation sous le président puis le premier ministre Zulfikar Ali Bhutto de 1971 à 1977. En tant que ministre du droit, il est considéré comme l'un des principaux rédacteurs de la Constitution du Pakistan, adoptée en 1973.
Avocat formé à Lincoln's Inn, Pirzada est un membre fondateur du Parti du peuple pakistanais. Il a été élu à l'Assemblée nationale lors des élections de 1970 et a occupé plusieurs portefeuilles ministériels dans le gouvernement Bhutto. Après la destitution du gouvernement par le général Zia-ul-Haq en 1977, Pirzada a assisté sans succès à la défense de Bhutto dans son procès pénal pour meurtre. Il dirige brièvement le PPP avant d'être emprisonné par le régime de Zia, puis quitte le parti en raison de divergences avec Benazir Bhutto et se retire de la politique.
Revenu à la pratique privée, Pirzada s'est élevé au rang d'avocat principal de la Cour suprême, devenant ainsi l'un des principaux avocats du pays. Il est décédé de complications médicales à l'hôpital Royal Berkshire, à Reading, le 1er septembre 2015. Il est cité comme le père de la Constitution pakistanaise.

## Jeunesse et famille
Né à Sukkur, dans le Sind, en Inde britannique, Abdul Hafeez Pirzada appartient à une famille sindhi éminente. Il est le fils de l'ancien ministre en chef du Sind, Abdul Sattar Pirzada (en). Sa famille reste active en politique : son frère Abdul Mujeeb est membre de la Ligue musulmane du Pakistan,.
M. Pirzada a obtenu une licence en droit (LLB) à l'université de Karachi, avant d'obtenir une maîtrise en droit (LLM) à l'Université du Sind. Il a également obtenu une maîtrise en sciences politiques de cette université, après avoir axé sa thèse sur l'Union soviétique et la montée du communisme. Il a ensuite suivi une formation d'avocat à Lincoln's Inn, à Londres, comme l'avaient fait son père et son grand-père,.
Pirzada commence sa carrière juridique à la Haute Cour du Sindh (en) connue alors sous le nom de Haute Cour du Pakistan occidental. Il a rencontré son collègue Zulfikar Ali Bhutto alors qu'ils étaient tous deux associés au cabinet de Dingomal Ramchandani à Karachi.

## Cofondateur du PPP et ministre fédéral

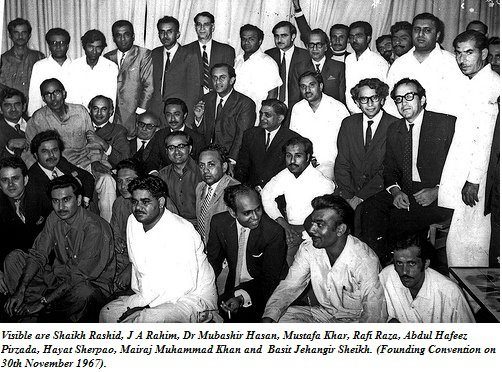
Pirzada à la convention de fondation du PPP le 30 novembre 1967.

Pirzada est l'un des trente membres qui ont cofondé le 30 novembre 1967 le Parti du peuple pakistanais, dirigé par Bhutto. En tant que conseiller juridique de Bhutto dans les affaires intentées par le régime militaire d'Ayub Khan, Pirzada a défendu avec succès ces affaires et a pris de l'importance au sein du parti.
Lors des élections générales de 1970, Pirzada est élu député de Malir à l'Assemblée nationale, avec 64 000 voix. Lorsque Bhutto accède à la présidence en 1971, il renvoie le ministre de l'Information Roedad Khan et nomme Pirzada à sa place. Pirzada a également obtenu le ministère de l'éducation un an plus tard.

### Père de la Constitution
En 1973, Pirzada prend le contrôle du ministère du Droit et de la Justice, après que Mahmud Ali Kasuri (en) ait démissionné de ce poste en raison de divergences avec Bhutto. Pirzada a joué un rôle essentiel dans la rédaction et l'adoption finale de la Constitution de 1973.

### Membre de l'équipe de négociation du gouvernement
En 1977, Pirzada est nommé ministre des finances. De nouveau élu député lors du scrutin de 1977, Pirzada est un membre clé de l'équipe gouvernementale de trois membres qui négocie, sans succès, un accord avec le groupe d'opposition Alliance nationale pakistanaise. Pendant cette période, il a été ministre des finances du Pakistan pendant un peu plus de trois mois, avant que le gouvernement dirigé par le PPP ne soit renversé par un coup d'État militaire du général Zia-ul-Haq, alors chef d'état-major de l'armée.

## Coup d'État et arrestation
Le 17 septembre 1977, Pirzada, ainsi que le Dr Hassan et Bhutto, ont été arrêtés par la police militaire, mais ont été libérés en 1978. Après sa libération, Pirzada a déposé une pétition auprès de la Cour suprême pour demander la révision de la pétition. Il a ensuite également déposé une pétition pour la libération du Dr Mubashir Hassan, mais la pétition a été refusée car la police militaire le détenait sous des accusations criminelles inconnues.
Le 24 février, la Cour suprême a rejeté la demande de révision et a donc maintenu sa décision initiale. Pirzada a ensuite tenté d'obtenir une commutation de la peine de Bhutto sur la base de la décision partagée. Cette fois, la Cour a décidé d'entendre les arguments. Le 28 février, l'armée a interdit tous les manuels universitaires du Dr Hassan et a retiré de force les livres des principales librairies. Le 12 mars, la Cour suprême a commencé à examiner la pétition, et l'a fait pendant les douze jours suivants. Le 24 mars, Pirzada a informé Bhutto en prison que le président du Pakistan était en mesure de transformer une condamnation à mort en une peine d'emprisonnement à vie. Sans se décourager, Pirzada a adressé une pétition au général Zia-ul-Haq, président du Pakistan, qui était à l'époque l'administrateur en chef de la loi martiale. Pirzada demande au président d'utiliser la section 45 de la Constitution pour commuer la peine en emprisonnement à vie. Cependant, le général Zia-ul-Haq rejette la demande, affirmant qu'elle a disparu. Pirzada est immédiatement allé rencontrer Bhutto dans sa cellule où il l'a informé du statut de la demande. Après cela, Pirzada a tenu une conférence de presse et a déclaré aux médias que Bhutto était prêt à mourir et qu'il ne déposerait pas d'autre demande de grâce.

## Activisme pro-démocratie
Le 1er octobre 1982, Pirzada a été arrêté pour avoir manifesté contre l'islamisation de Zia-ul-Haq, où il réclamait également le respect des droits fondamentaux des citoyens. Après l'éviction du gouvernement du PPP et l'imposition de la loi martiale par le général Muhammad Zia-ul-Haq, Pirzada a développé des différences avec Nusrat et Benazir Bhutto. Pendant le régime militaire au Pakistan, il est resté en exil au Royaume-Uni.

## Retour au privé
À son retour au Pakistan à la fin des années 1980, Pirzada s'est retiré de la politique active et s'est entièrement concentré sur sa carrière juridique. Pirzada était l'un des avocats les plus prospères du Pakistan.

## Mort
Le 1er septembre 2015, Pirzada est décédé à l'hôpital Royal Berkshire de Reading, au Royaume-Uni. Il a été enterré à Sukkur, la terre ancestrale de la famille Pirzada.